# Sorry (bài hát của Beyoncé)
"Sorry" là một bài hát được thu âm bởi nữ ca sĩ người Hoa Kỳ Beyoncé cho album phòng thu thứ sáu của cô Lemonade (2016). Bài hát được viết và sản xuất bởi Wynter Gordon, Sean "Melo-X" Rhoden và Beyoncé. Columbia Records đã gửi bài hát lên radio dưới dạng đĩa đơn thứ 2 từ album vào ngày 3 tháng 5 năm 2016. "Sorry" là một bản electropop với nhịp beat xập xình của trống, nhạc cụ tổng hợp và chuông. Lời bài hát xoay quanh nhân vật đối phó với sự phản bội của người tình với một người phụ nữ khác. Do có nhiều lời chỉ trích trong bài hát, giới truyền thông suy đoán bài hát nói về nữ ca sĩ và chồng của cô, Jay Z. Câu hát "Becky with the good hair" được cho là ám chỉ người phụ nữ thứ ba trong bài hát, trở thành một trong những câu hát gây tranh cãi nhất trong Lemonade, điều đó đã giúp album được quảng bá rộng rãi hơn. Bài hát mở đầu tại vị trí 11 trên bảng xếp hạng Billboard Hot 100, trở thành vị trí mở đầu cao thứ 2 trong sự nghiệp của Beyoncé trên BXH đó.
Video âm nhạc cho bài hát là một đoạn trích từ một bộ phim dài 1 giờ đồng hồ cùng tên album thứ sáu của Beyoncé, Lemonade, đã được phát sóng trên kênh HBO vào ngày 23 tháng 4 năm 2016. Video cho "Sorry" sau đó được đăng tải lên Vevo vào ngày 22 tháng 6 năm 2016 và là video ngắn đầu tiên trích từ album. Video kèm theo một đoạn văn ngắn của nhà văn lai Somali-Anh Warsan Shire, Beyoncé nhảy cùng với những vũ công được vẽ hoa văn lên người và một cảnh có sự xuất hiện của tay vợt tennis nữ Serena Williams. Beyoncé đã biểu diễn "Sorry" trực tiếp trong The Formation World Tour (2016).

## Xếp hạng
| Bảng xếp hạng (2016)                     | Vị trí cao nhất |
| ---------------------------------------- | --------------- |
| Australia (ARIA)                         | 74              |
| Australia Urban Singles (ARIA)           | 8               |
| Canada (Canadian Hot 100)                | 40              |
| Euro Digital Songs (Billboard)           | 20              |
| France (SNEP)                            | 62              |
| Indonesia (CreativeDisc)                 | 3               |
| Ireland (IRMA)                           | 82              |
| Netherlands Digital Songs (Billboard)    | 7               |
| Scotland (OCC)                           | 30              |
| Thụy Điển (Sverigetopplistan)            | 82              |
| Anh Quốc R&B (OCC)                       | 7               |
| Anh Quốc (OCC)                           | 33              |
| Hoa Kỳ Billboard Hot 100                 | 11              |
| Hoa Kỳ Hot R&B/Hip-Hop Songs (Billboard) | 4               |
| Hoa Kỳ Pop Airplay (Billboard)           | 37              |

## Lịch sử phát hành
| Khu vực | Ngày                | Định dạng         | Nhãn              | CT     |
| ------- | ------------------- | ----------------- | ----------------- | ------ |
| Hoa Kỳ  | 3 tháng 5 năm 2016  | Top 40 Rhythmic   | Parkwood Columbia | [ 16 ] |
| Ý       | 6 tháng 5 năm 2016  | Top 40 Mainstream | Parkwood Columbia | [ 17 ] |
| Hoa Kỳ  | 10 tháng 5 năm 2016 | Top 40 Mainstream | Parkwood Columbia | [ 18 ] |